# Prêmio Globo de Melhores do Ano de melhor atriz de série
O Prêmio Globo de Melhores do Ano para Melhor Atriz de Série é um prêmio anual destinado a melhor interpretação feminina da televisão brasileira em uma série da TV Globo.
Entre 1995 e 2019, a premiação foi apresentada pelo apresentador Faustão durante o programa Domingão do Faustão, passando a ser realizada a partir de 2021 pelo programa Domingão com Huck sob a apresentação de Luciano Huck. Os nomes anteriores do prêmio incluem "Melhor Atriz de Série ou Minissérie" (2014) e "Melhor Atriz de Série, Minissérie ou Seriado" (2015–2016).

## História
Seu título já foi alterado algumas vezes, na estreia da categoria em 2014 foi intitulado "atriz de série/minissérie", entre 2015 e 2016 mudou para "Atriz de Série, Minissérie ou Seriado" e em 2017 foi alterado para o título atual.

## Vencedoras e indicadas
|  | Indica a vencedora |

### Década de 2010
Fonte: 
| Ano  | Intérprete       | Série                 | Personagem                       |
| ---- | ---------------- | --------------------- | -------------------------------- |
| 2014 | Fernanda Torres  | Tapas & Beijos (T4)   | Fátima de Souza                  |
| 2014 | Ísis Valverde    | Amores Roubados       | Antônia Braga Favais             |
| 2014 | Luana Piovani    | Dupla Identidade      | Vera Müller                      |
| 2015 | Paolla Oliveira  | Felizes para Sempre?  | Denise / Danny Bond              |
| 2015 | Fernanda Torres  | Tapas & Beijos (T5)   | Fátima de Souza                  |
| 2015 | Taís Araújo      | Mister Brau (T1)      | Michele Maria Pederneiras Brau   |
| 2016 | Adriana Esteves  | Justiça (T1)          | Fátima Libéria do Nascimento     |
| 2016 | Débora Bloch     | Justiça (T1)          | Elisa de Almeida                 |
| 2016 | Taís Araújo      | Mister Brau (T2)      | Michele Maria Pederneiras Brau   |
| 2017 | Marjorie Estiano | Sob Pressão (T1)      | Dra. Carolina Almeida            |
| 2017 | Julia Dalavia    | Os Dias Eram Assim    | Fernanda Sampaio (Nanda)         |
| 2017 | Sophie Charlotte | Os Dias Eram Assim    | Alice Sampaio                    |
| 2018 | Patricia Pillar  | Onde Nascem os Fortes | Cássia Ferreira da Silva         |
| 2018 | Alice Wegmann    | Onde Nascem os Fortes | Maria Ferreira da Silva          |
| 2018 | Taís Araújo      | Mister Brau (T4)      | Michele Maria Pederneiras Brau   |
| 2019 | Adriana Esteves  | Assédio               | Stela Nascimento                 |
| 2019 | Letícia Colin    | Cine Holliúdy (T1)    | Maria Marylin da Silva (Marylin) |
| 2019 | Marjorie Estiano | Sob Pressão (T3)      | Dra. Carolina Alencar            |

### Década de 2020
Fonte: 
| Ano  | Intérprete           | Série                         | Personagem                     |
| ---- | -------------------- | ----------------------------- | ------------------------------ |
| 2020 | Não houve premiação. | Não houve premiação.          | Não houve premiação.           |
| 2021 | Marjorie Estiano     | Sob Pressão: Plantão Covid    | Dra. Carolina Alencar          |
| 2021 | Cássia Kis           | Desalma                       | Haia Lachovicz                 |
| 2021 | Letícia Colin        | Onde Está Meu Coração         | Dra. Amanda Vergueiro Meireles |
| 2022 | Marjorie Estiano     | Sob Pressão (T5)              | Dra. Carolina Alencar          |
| 2022 | Alice Wegmann        | Rensga Hits!                  | Raíssa Bárbara Medeiros        |
| 2022 | Luisa Arraes         | Cine Holliúdy (T2)            | Francisca Maciel               |
| 2023 | Adriana Esteves      | Os Outros (T1)                | Cibele Costa Gonçalves         |
| 2023 | Andréia Horta        | As Aventuras de José e Durval | Araci Prudêncio de Lima        |
| 2023 | Leandra Leal         | A Vida pela Frente            | Tereza Assunção                |
| 2024 | Marjorie Estiano     | Fim                           | Ruth                           |
| 2024 | Belize Pombal        | Justiça 2                     | Geiza Lima                     |
| 2024 | Letícia Colin        | Os Outros (T2)                | Raquel Correia                 |

## Estatísticas e recordes
| Sub-categoria                                     | Melhor Atriz de Série                                                                                                 | Melhor Atriz de Série |
| ------------------------------------------------- | --- | --------------------- |
| Atriz com mais prêmios                            | Marjorie Estiano (4), Adriana Esteves (3)                                                                             |                       |
| Atrizes com mais indicações                       | Marjorie Estiano (5), Adriana Esteves (3), Taís Araújo (3), Letícia Colin (3), Fernanda Torres (2), Alice Wegmann (2) |                       |
| Atrizes com mais indicações sem nunca ter ganhado | Taís Araújo (3), Letícia Colin (2), Alice Wegmann (2)                                                                 |                       |
| Atriz mais jovem a ganhar                         | Paolla Oliveira aos 33 anos por Felizes Para Sempre? (2015)                                                           |                       |
| Atriz mais jovem a ser indicada                   | Julia Dalavia aos 19 anos por Os Dias Eram Assim (2017)                                                               |                       |
| Atriz mais velha a ganhar                         | Patricia Pillar aos 54 anos por Onde Nascem os Fortes (2018)                                                          |                       |
| Atriz mais velha a ser indicada                   | Cássia Kis aos 63 anos por Desalma (2021)                                                                             |                       |
| Atriz estrangeira indicada                        | Sophie Charlotte da Alemanha por Os Dias Eram Assim (2017)                                                            |                       |